# Собро
Собро — деревня в Осташковском городском округе Тверской области.

## География
Находится в западной части Тверской области на расстоянии приблизительно 16 км на запад по прямой от города Осташков на юго-западном берегу озера Сабро.

## История
Деревня была показана ещё на карте 1825 года. В 1859 году здесь (деревня Осташковского уезда) было учтено 10 дворов, в 1939 — 18. До 2017 года входила в Ботовское сельское поселение Осташковского района до их упразднения.

## Население
Численность населения: 68 человек (1859 год), 3 (русские 67 %, украинцы 33 %) 2002 году, 1 в 2010.